# Amperímetre

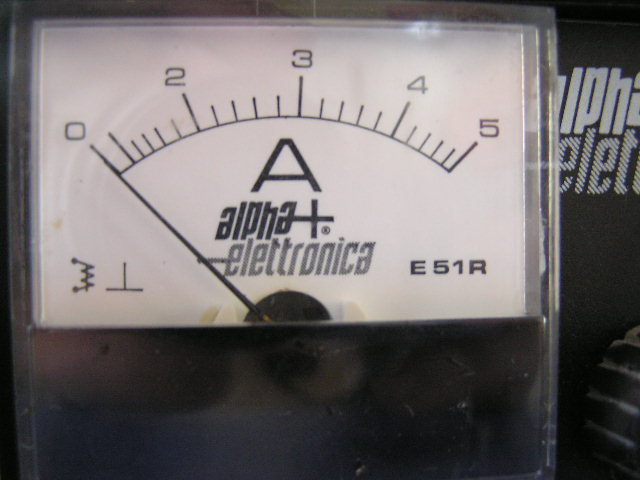
Un amperímetre

Un amperímetre és un instrument de mesura que s'usa per quantificar el flux de corrent elèctric en un circuit. Els corrents elèctrics són mesurats en ampers, d'aquí el seu nom.
El disseny previ fou el galvanòmetre, que es basa en la desviació magnètica. Quan un corrent passa per la seva bobina, aquesta es mou dins d'un camp magnètic. S'intenta minimitzar la caiguda de tensió en la bobina per disminuir al màxim la resistència.
Si un galvanòmetre se sobreescalfa, poden cremar-se les diminutes espires del seu bobinat. Per mesurar grans corrents s'acobla en paral·lel una resistència al galvanòmetre, o s'empren transformadors de mesura. D'aquesta manera per l'aparell només passa una fracció mínima de corrent.
Els dissenys moderns usen un conversor analògic-digital (ADC) per mesurar el voltatge d'una resistència. Un microcontrolador llig l'ADC i fa els càlculs pertinents per traure el corrent que passa per la resistència.

## Història
La relació entre els camps de corrent elèctric, magnètics i les forces físiques va ser observat per primera vegada per Hans Christian Ørsted que, el 1820, va observar com una agulla d'una brúixola es desviava assenyalant al Nord quan un corrent fluïa en un filferro adjacent. El galvanòmetre de tangent va ser utilitzat per mesurar els corrents utilitzant aquest efecte, on es va proporcionar la força de restauració de tornar l'agulla a la posició zero del camp magnètic de la Terra. Això va fer que aquests instruments poguessin ser utilitzats només quan s'alineen amb el camp de la Terra. La sensibilitat de l'instrument es va incrementar mitjançant torns addicionals de filferro per multiplicar l'efecte.

## Problemes dels amperímetres
Un problema que es pot trobar en usar un amperímetre, és que s'ha d'inserir al circuit a mesurar (connexió en sèrie). En circuits d'alt voltatge de corrent altern, un adaptador acoblat magnèticament (pinça amperimètrica) converteix el camp magnètic que envolta un conductor en un corrent menut què pot ésser fàcilment mesurat per l'amperímetre. Els amperímetres de corrent continu que actuen sense contacte fan ús de sensors magnètics d'efecte Hall.